# وزیر امور خارجه کانادا
وزیر امور خارجه کانادا (فرانسوی: Ministre des Affaires étrangères‎) عضوی از کابینه دولت کانادا است که مسئول نظارت بر روابط بین‌الملل دولت فدرال کانادا و ریاست وزارت امور خارجه را بر عهده دارد.